# Operacja Tanne Ost
Operacja Tanne Ost – niemiecka próba zajęcia i okupacji fińskiej wyspy Suursaari, podjęta 15 września 1944 roku. Zakończona całkowitą klęską wojsk niemieckich.

## Sytuacja w przededniu operacji
19 września 1944 roku pomiędzy Finlandią a ZSRR podpisano formalny rozejm. Jednym z jego warunków było usunięcie wojsk niemieckich z terytorium Finlandii przez jej wojska. Niemcy zamierzali odpowiedzieć na to posunięcie okupacją części ziem fińskich. We wrześniu 1944 sytuacja militarna pozwalała im jedynie na okupację wyspy Suursari, jako dogodnej pozycji do blokowania floty bałtyckiej ZSRR. W związku z tym został opracowany plan zajęcia wyspy, bazujący na elemencie zaskoczenia, oraz zakładający, że wojska fińskie nie zwrócą się przeciwko swojemu dotychczasowemu sojusznikowi.

## Bitwa
14 września zakończono załadunek jednostek niemieckich (dwa bataliony piechoty i wzmocniona kompania saperów) na jednostki desantowe w Tallinnie. Przed północą znalazły się one na wyznaczonych pozycjach. W tym czasie do wyspy przybył kuter trałowy, na pokładzie którego znajdował się niemiecki parlamentariusz, komandor podpułkownik Kieffer, oraz dowódca desantu komandor Mecke. Pertraktacje z dowódcą garnizonu fińskiego, podpułkownikiem Miekenenem, nie dały żadnego rezultatu; żołnierze niemieccy stanowiący obsadę kutra opanowali dwa nabrzeża. Z chwilą pojawienia się kolejnych jednostek niemieckich Finowie otworzyli ogień. Pomimo przeciwdziałania obrońców Niemcom udało się wysadzić pierwszy rzut desantu. Silny opór wojsk fińskich i ogień artylerii nabrzeżnej uniemożliwiły lądowanie drugiej fali atakujących. O świcie 15 września do walki włączyło się lotnictwo radzieckie, atakując niemiecką flotyllę desantową. Zatopiono między innymi: jeden transportowiec, dwa okręty desantowe i dwa holowniki. Kilka innych jednostek zostało uszkodzonych. Niemieckie wojska bezskutecznie oczekiwały na pojawienie się posiłków. Pod wieczór musiały skapitulować.

## Skutki operacji
Podjęta próba opanowania Suursaari, zakończyła się całkowitą klęską z powodu niedocenienia siły garnizonu fińskiego oraz radzieckiego lotnictwa. Niepowodzenie operacji zmusiło Niemców do opuszczenia Zatoki Fińskiej, po wcześniejszym jej zaminowaniu. Otworzyło to drogę flocie radzieckiej do nowych operacji na Bałtyku.